# Khanzir
Khanzir är en gris på djurparken i Kabul i Afghanistan, och sägs vara enda grisen i landet. Khanzir, som betyder "gris" på pashto, anlände 2002 från Kina tillsammans med en annan gris som senare dog.